# Inuyasha
Inuyasha (del japonès: 犬夜叉, inu «gos» i yasha «dimonis que volen a la nit» del sànscrit yaksha) és un manga de Rumiko Takahashi, que s'emmarca dintre del gènere d'aventures, comèdia romàntica i amb elements sobrenaturals. Aquesta sèrie s'ha emès en català als antics K3 i Super3, i des de 2023 s'emet a l'SX3.

## Argument
La història comença amb la Kagome Higurashi, una estudiant d'institut que viu a la ciutat de Tòquio, que un dia és transportada al passat, al període Sengoku, per un dimoni a través d'un antic pou. Allà descobreix que és la reencarnació d'una sacerdotessa ja difunta que era l'encarregada de protegir l'anomenada esfera dels quatre esperits (四魂の玉, Shikon no Tama), la qual té el poder de complir l'ambició de qualsevol persona o dimoni. La gemma, que apareix de nou en el seu cos, acaba fragmentant-se en molts trossos que s'escampen per tot el Japó. A partir d'aquell moment, la Kagome ha d'unir-se a Inuyasha, un semidimoni que havia robat l'esfera 50 anys enrere i que havia estat aturat per l'antiga sacerdotessa, per tal de recuperar els fragments abans que caiguin en les mans equivocades.

## Manga

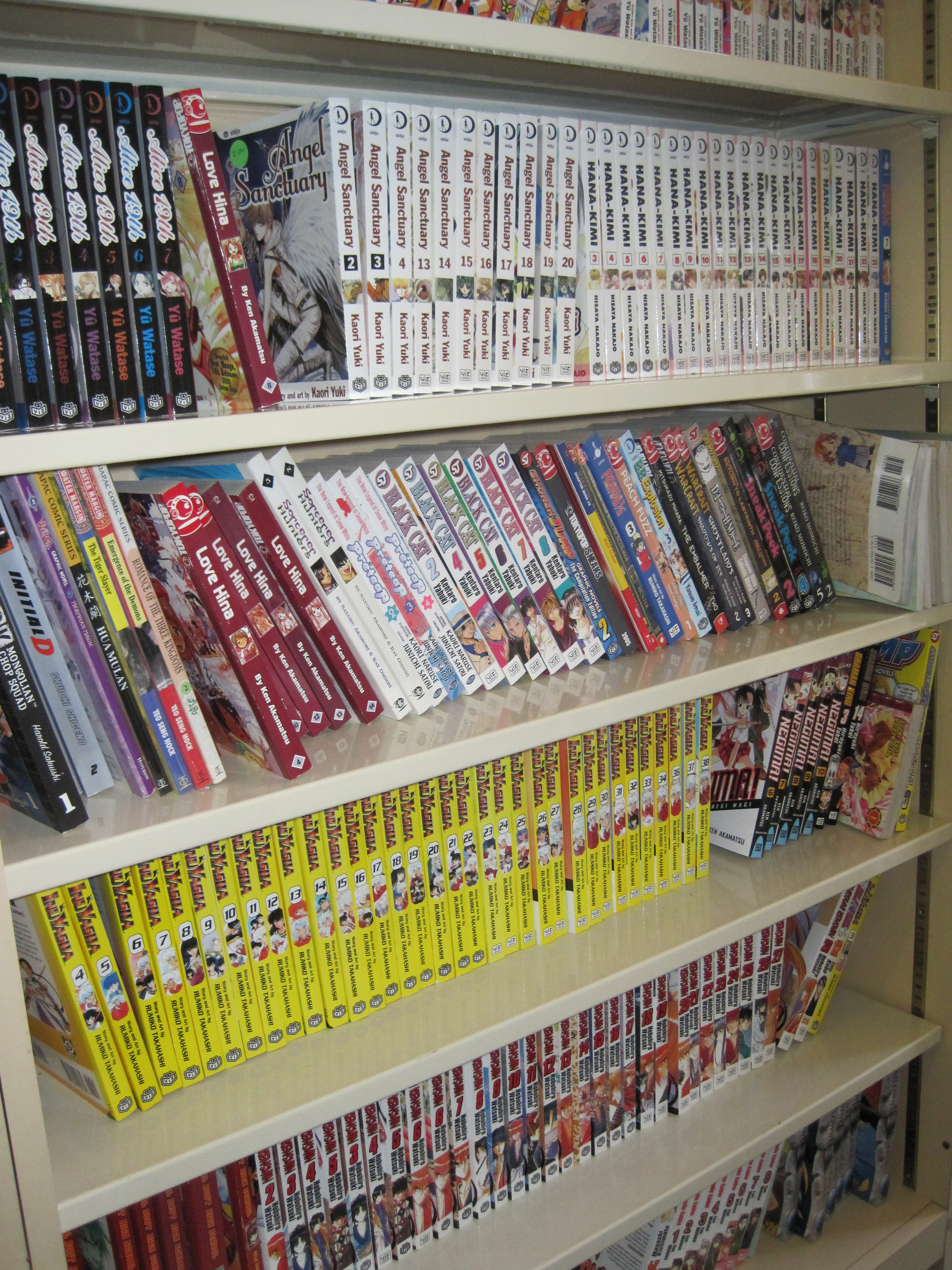
Prestatgeria amb manga d'Inuyasha

El manga es va serialitzar al Japó a la revista setmanal Shonen Sunday entre el 13 de novembre del 1996 i el 18 de juny de 2008. Cada deu capítols, aproximadament, es va fer un volum en format tankōbon, que va resultar en un total de 56 volums que contenen 558 capítols.
El manga s'ha publicat també en altres llengües com l'anglès, el xinès, el castellà, l'alemany o l'italià. Els 56 volums es van publicar en català entre 2005 i 2011 de la mà l'editorial Glénat, després EDT. Seguien el format de lectura oriental; les pàgines eren en blanc i negre i les cobertes a color.

## Anime
L'anime basat en el manga va ser creada per l'estudi Sunrise i es va estrenar el 26 d'octubre del 2000 a la televisió japonesa Yomiuri TV (YTV) i va finalitzar el 17 de setembre del 2004 amb un total de 167 capítols. Posteriorment va ser llicenciada a altres països de tots els continents. La sèrie ha estat emesa íntegrament en català per Televisió de Catalunya a través de la secció juvenil 3XL, i va ser doblada al català el 2003. Posteriorment, la sèrie va ser llicenciada per Selecta Visión, que la va editar en DVD, on hi va incloure el doblatge en castellà i català.
Després d'acabar el manga, Sunrise va reprendre l'animació i va crear Inuyasha: Kanketsu-hen, continuació i desenllaç de l'anime, amb un total de 26 capítols, que es van emetre entre el 3 d'octubre de 2009 i el 29 de març de 2010. Aquesta part de la sèrie es va doblar en català i es va emetre també per Televisió de Catalunya.

### Pel·lícules
La sèrie també ha inspirat quatre pel·lícules, totes han estat doblades al català per Televisió de Catalunya. Les úniques edicions en DVD que inclouen el doblatge català són les que se n'han fet posteriorment.
| #  | Títol Original                                  | Títol en català                              | Argument | Estrena al Japó        | Estrena a Catalunya    |
| -- | ----------------------------------------------- | -------------------------------------------- | --- | ---------------------- | ---------------------- |
| 01 | Toki wo koeru omoi (時代ときを越える想い)       | Els sentiments que viuen més enllà del temps | Els protagonistes del film són la Kagome i l'Inuyasha, i tots dos, juntament amb en Miroku, en Shippo i la Sango, viuran mil aventures per intentar reunir tots els fragments de l'Esfera dels Quatre Esperits, una joia amb què l'Inuyasha podrà passar de ser un semidimoni a convertir-se en un poderós dimoni. El pitjor perill al qual s'hauran d'enfrontar els protagonistes és el dimoni xinès Menomaru despertat, després de la seva etapa de letargia, per un tros de l'Esfera dels Quatre Esperits. En Menomaru perseguirà l'Inuyasha per venjar el seu pare, derrotat en una batalla pel pare del semidimoni.                     | 15 de desembre de 2001 | 1 de novembre de 2005  |
| 02 | Kagami no naka no mugenjō (鏡の中の夢幻城)      | El Castell més enllà del mirall              | L'Inuyasha, la Kagome i els seus amics s'enfronten i derroten definitivament el seu arxienemic, en Naraku. Un cop eliminat, els nois recuperen la normalitat, en Miroku s'allibera de la maledicció i en Sango recupera el seu germà. Amb el dies, però, la lluna plena els indica l'arribada d'una nova amenaça: la Kagura i la Kanna han descobert el mirall on es troba empresonada la princesa Kaguya i conspiren per apoderar-se del món sencer. Per aconseguir el seu propòsit, però, necessiten reunir relíquies sagrades que es troben en mans dels nostres herois.                                                                  | 21 de desembre de 2002 | 25 de desembre de 2007 |
| 03 | ''Tenka hadō no ken (天下覇道の剣)''            | L'espasa de la conquesta                     | El pare de l'Inuyasha posseïa les tres espases de la Ullal que dominaven els tres regnes: el Cel, la Terra i l'Infern. Quan va morir, va deixar en herència una espasa per a cadascun dels seus fills. La letal Ullal de Ferro per a l'Inuyasha i l'Espasa del Cel per a en Sesshomaru, mentre que la tercera, la malèfica Ullal Ennuvolat, va ser guardada per evitar que amb el seu poder malvat destruís el món. Ara, la Ullal Ennuvolat s'ha alliberat i només el poder combinat de les altres dues espases podrà aturar-la. L'Inuyasha i en Sesshomaru hauran d'unir-se per fer front a aquesta amenaça terrible...                     | 20 de desembre de 2003 | 28 de març de 2010     |
| 04 | ''Guren no hōraijima (映画犬夜叉紅蓮の蓬莱島)'' | Foc a l'illa mística                         | Segons la llegenda, la misteriosa illa de Hōrai, on humans i dimonis van conviure en pau, reapareix del no-res un cop cada 50 anys. Allà hi viuen un grup de dimonis orfes atrapats per una maledicció. Quan la més petita, l'Ai, aconsegueix escapar, demana ajuda a l'Inuyasha per alliberar els seus germans. Alhora, unes misterioses marques apareixen a les espases de l'Inuyasha i en Sesshomaru, i el destí els porta a l'illa de Hōrai, on iniciaran una batalla fatídica contra els seus guardians, els Shitōshin. Però l'Inuyasha, a més d'enfrontar-se amb els Shitōshin, també haurà de fer front al seu passat amb la Kikyō... | 23 de desembre de 2004 | 4 d'abril de 2010      |

### Actors de doblatge(Seiyū)

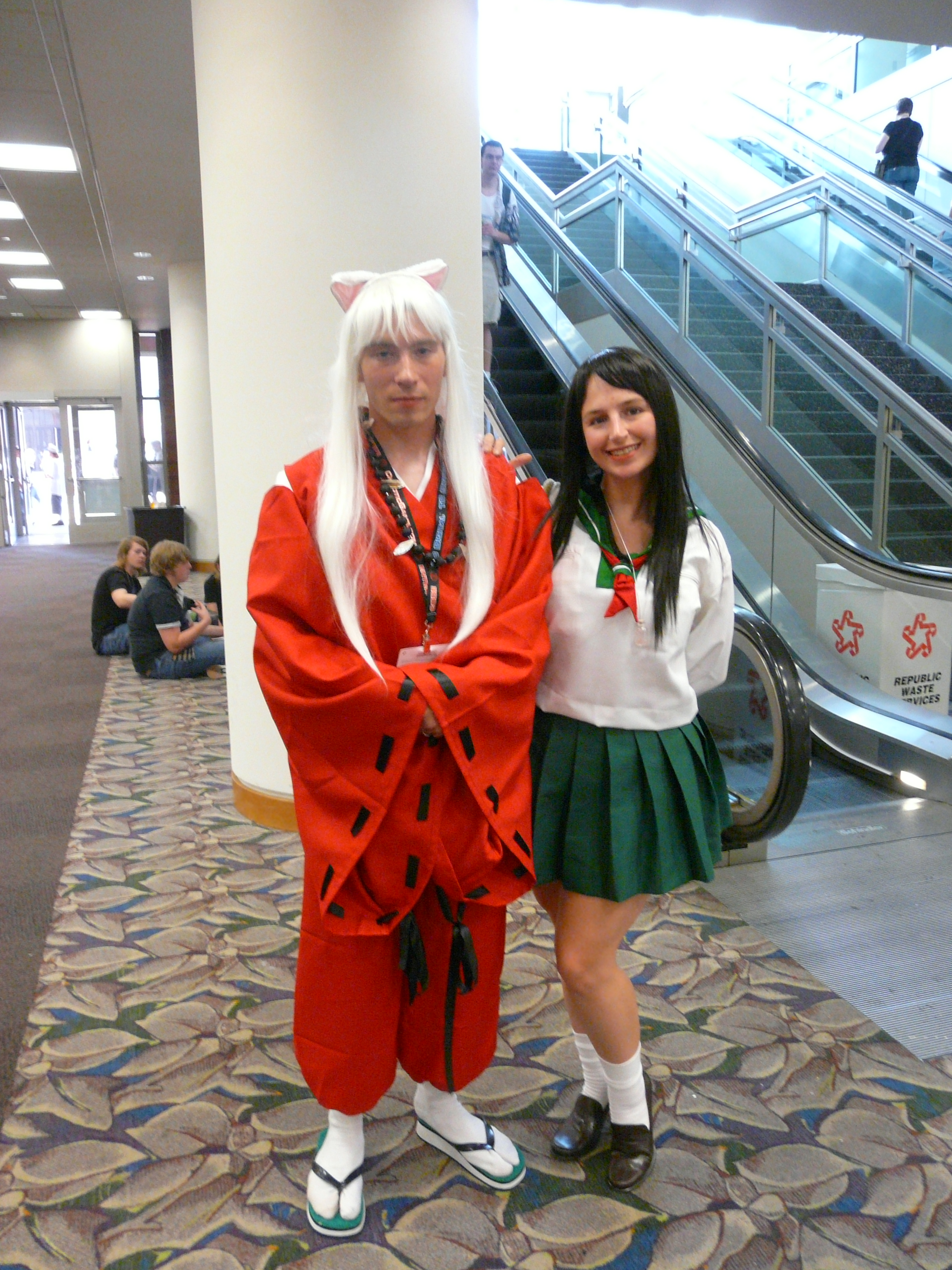
Persones disfressades d'Inuyasha i Kagome

| Personatge        | Actor japonès     | Actor català                                          |
| ----------------- | ----------------- | ----------------------------------------------------- |
| Inuyasha          | Kappei Yamaguchi  | Aleix Estadella                                       |
| Kagome Higurashi  | Satsuki Yukino    | Gemma Ibáñez                                          |
| Miroku            | Kōji Tsujitani    | Claudi Domingo                                        |
| Sango             | Hōko Kuwashima    | Joël Mulachs                                          |
| Shippō            | Kumiko Watanabe   | Geni Rey                                              |
| Sesshōmaru        | Ken Narita        | Carles Di Blasi                                       |
| Kikyō             | Noriko Hidaka     | Isabel Valls                                          |
| Myōga             | Kenichi Ogata     | Jordi Vila                                            |
| Rin               | Namiko Noto       | Roser Aldabó                                          |
| Jaken             | Yūichi Nagashima  | Enric Isasi-Isasmendi                                 |
| Totosai           | Yôji Yanami       | Jaume Lleal                                           |
| Ayame             | Yumi Kakazu       | Marta Barbarà                                         |
| Avi de la Kagome  | Ginzou Matsuo     | Jaume Lleal                                           |
| Mare de la Kagome | Asako Dodo        | Montse Puga                                           |
| Àvia Kaede        | Hisako Kyōda      | Esperança Domènech Pepa Arenós                        |
| Naraku            | Tomoyuki Morikawa | Àlex Messeguer (Ep. 1-26) Santi Lorenz (Des d'Ep. 27) |
| Kagura            | Izumi Ôgami       | Cristina Mauri                                        |
| Kanna             | Yukana Nogami     | Roser Aldabó                                          |
| Bankotsu          | Takeshi Kusao     | Álex de Porrata                                       |
| Jakotsu           | Ai Orikasa        | Óscar Muñoz                                           |
| Renkotsu          | Tomokazu Sugita   | Albert Roig                                           |
| Ginkotsu          | Hisao Egawa       | Josep Maria Mas                                       |
| Koga              | Taiki Matsuno     | Hernan Fernández                                      |
| Hojo              | Yuji Ueda         | Claudi Domingo (Ep. 1-20) Marc Zanni (Des d'Ep. 21)   |
| Font:             |                   |                                                       |

### Cançons
Totes les cançons d'obertura i de tancament de la sèrie han estat doblades al català en la seva emissió televisiva tret de la cançó de tancament "Fukai mori" que només ha estat doblada al CD del grup de música Charm.
- Openings (inici)
- # "Change the world" ("Canviarem el món"), de V6 (capítols 1-34) (ending al capítol 148) Cantant: Eduard Doncos
- # "I am" ("Sóc"), de Hitomi (capítols 35-64) Cantant: Meritxell Sota
- # "Owari nai yume" (終わりない夢, "Somni sense final"), de Nanase Aikawa (capítols 65-95) Cantant: Yolanda Sikara
- # "Grip!" ("Aferrament"), d'Every Little Thing (capítols 96-127) Cantant: Yolanda Sikara
- # "One day, one dream" ("Un dia, un somni"), de Tackey & Tsubasa (capítols 128-153)
- # "Angelus" (アンジェラス, "Àngelus"), de Hitomi Shimatani (島谷ひとみ) (capítols 154-167) Cantant: Isabel Valls
- # "Kimi ga inai mirai" ("Un futur sense tu"), de Do As Infinity (capítols 168 a 192)
- Endings (final)
- # "My will" ("El meu desig"), de Dream (capítols 1-20, 167) Cantant: Sílvia Guillem
- # "Fukai mori" (深い森, "Bosc profund"), de Do As Infinity (capítols 21-41)
- # "Dearest" ("Estimadíssim") d'Ayumi Hamasaki (capítols 42-60) Cantant: Meritxell Sota
- # "Every heart ~Minna no kimochi~" (ミンナノキモチ, "Cada cor"), de BoA (capítols 61-85) Cantant: Cristina Gala
- # "Shinjitsu no uta" (真実の詩, "Cançó de la veritat"), de Do As Infinity (capítols 86-108) Cantant: Cristina Gala
- # "Itazura na kiss" (悪戯なKiss, "Petó sorprés"), de Day after tomorrow (capítols 109-127) Cantant: Cristina Gala
- # "Come" ("Vine"), de Namie Amuro (capítols 128-146) Cantant: Cristina Gala
- # "Brand new world" ("Un nou món"), de V6 (capítols 149-165) Cantant: Yolanda Sikara
- # "With you" ("Amb tu"), d'AAA (capítols 168 a 176)
- # "Diamond" ("Diamant"), d'Alan (capítols 177 a 184)
- # "Tooi michi no saki de" ("Un llarg camí per recórrer"), d'Ai Takekawa (capítols 185 a 193)
- Pel·lícules
- # "No more words" ("No més paraules") d'Ayumi Hamasaki
- #* Insert: "Ai no uta" (愛の謳, "Cançó de l'amor"), d'Every Little Thing
- #* Ending: "Yura yura" (ゆらゆら, "Balanceig"), d'Every Little Thing
- # "Four seasons" ("Quatre estacions"), de Namie Amuro
- # "Rakuen" (楽園, "Paradís"), de Do as Infinity

## Videojocs
Hi ha diversos videojocs basats en la sèrie, entre els quals hi ha el joc de lluita Inu-Yasha: A Feudal Fairy Tale (per a la consola PlayStation), dos RPG (jocs de rol) per a la consola WonderSwan Color, un joc d'estratègia per a la Game Boy Advance i un RPG aparegut a la PlayStation II la tardor del 2004. En tots els casos, els jocs han estat desenvolupats per Bandai. També cal incloure "Inuyasha: Feudal Combat", un joc de lluita en 3D per PS2; i "Inuyasha, the secret of the divine jewel" un joc de rol que va sortir exclusivament per Nintendo DS.

## Personatges

### Inuyasha
El protagonista masculí de la sèrie és un semidimoni, fill d'un dimoni i una humana. Despertat per la Kagome després de trencar el segell màgic que el mantenia atrapat. Juntament amb la Kagome es posa a cercar els fragments de l'esfera dels quatre esperits i, durant el camí, obtindrà la tesaiga, una poderosa espasa que havia pertangut al seu pare.

### Kagome Higurashi
La protagonista femenina de la sèrie és una estudiant de secundària normal i corrent, filla dels amos del santuari Higurashi. A través d'un pou que hi ha al temple arriba al Japó del període Sengoku, on coneix l'Inuyasha, amb el qual cerca els fragments de l'esfera dels quatre esperits. Al passat descobreix també que és la reencarnació de la sacerdotessa Kikyo. Al llarg de la història anirà i vindrà entre el passat i el present.

### Miroku
És un monjo budista ambulant que té un forat del vent a la mà dreta que absorbeix i s'empassa tot el que aspira. Mentre busca la causa d'aquesta maledicció, coneix la Kagome i els altres i decideix unir-se'ls. Tot i ser un monjo, li agraden les dones i els diners. L'única debilitat d'en Miroku és que no pot absorbir insectes verinosos a través del forat de la mà.

### Sango

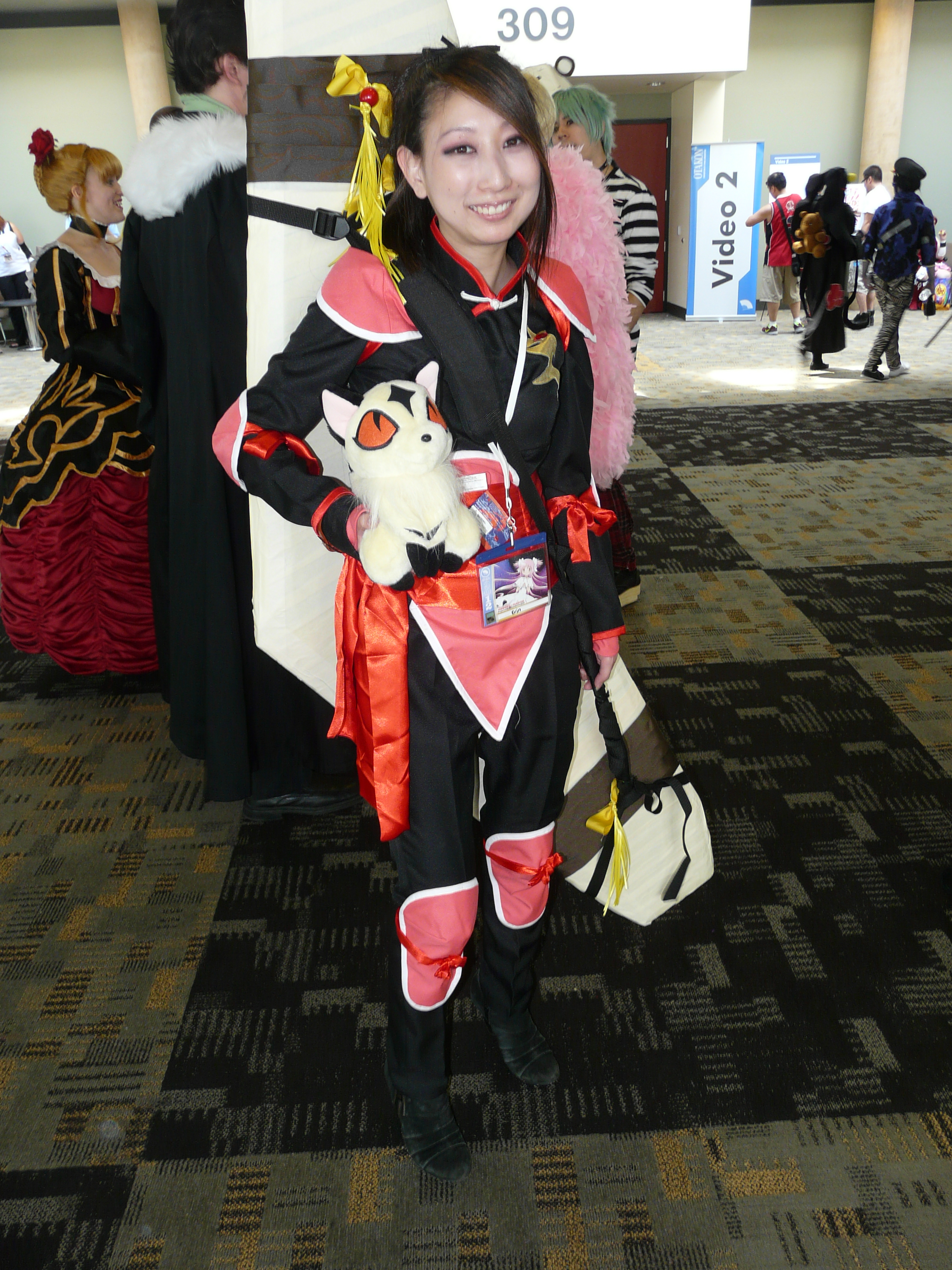
Dona disfressada de Sango amb un peluix de la Kirara

És la filla del cap d'un clan de caçadors de dimonis, però en una trampa pel seu pare, el seu germà petit i altres amics del seu poble. Com a caçadora de dimonis és la que té més habilitat entre els seus i lluita llançant un bumerang gegant per l'aire.

### Shippō
És un dimoni guineu que perd el seu pare, assassinat pels germans Raiju, i acaba viatjant amb la Kagome i els altres. Té la capacitat de canviar de forma.